# William Westenra, 7. Baron Rossmore
William Warner Westenra, 7. Baron Rossmore, auch bekannt als Paddy Rossmore (* 14. Februar 1931; † 4. Mai 2021), war ein britisch-irischer Adliger, Politiker und Fotograf.
Er war der einzige Sohn von William Westenra, 6. Baron Rossmore, und dessen Frau Dolores Cecil Lee (geborene Wilson).
Er wurde am Eton College in Windsor erzogen. Er diente als 2nd Lieutenant bei der Somerset Light Infantry. Sein Studium am Trinity College der Cambridge University schloss er 1957 als Bachelor of Arts (B.A.) ab. Er arbeitete als Fotograf.
Beim Tod seines Vaters 1958 erbte er dessen Adelstitel als 7. Baron Rossmore, of Monaghan in the County of Monaghan (Peerage of Ireland, Verleihung 1796) und 6. Baron Rossmore, of the County of Monaghan (Peerage of the United Kingdom, Verleihung 1838). Mit dem letzteren Titel war ein erblicher Sitz im House of Lords verbunden. Er hatte den Parlamentssitz inne, bis er ihn durch die Reformen des House of Lords Act 1999 verlor.
1982 heiratete er Valerie Marion Tobin. Aus der Ehe ging ein Sohn hervor, Benedict William Westenra (* 1983).